# The Mansions

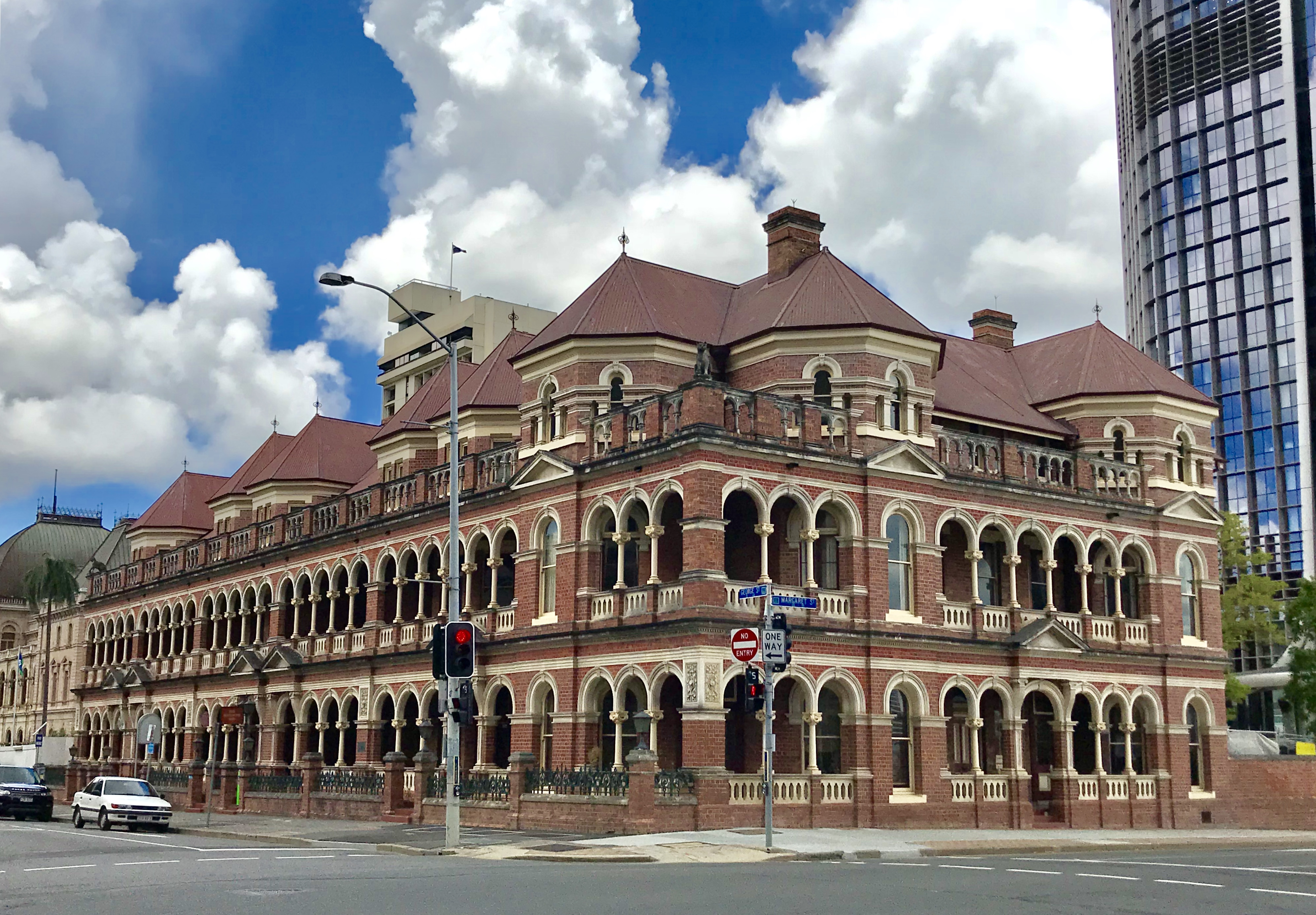
The Mansions

The Mansions - kompleks sześciu trzypiętrowych, szeregowych budynków, znajdujący się na rogu ulic Margaret Street, oraz George Street w mieście Brisbane w Australii. Zostały one wybudowane w epoce wiktoriańskiej w 1889 roku.
Służyły jako budynki mieszkalne. Posiadają fasady z czerwonej cegły i łuki wykonane z bladego piaskowca. W chwili obecnej mieszczą się tam ekskluzywne sklepy i restauracje.
Mieszkała tu m.in. Lillian Cooper, pierwsza kobieta będąca doktorem w stanie Queensland i jednocześnie pierwsza kobieta, wykonująca zawód chirurga w Australii.